# Мультимодальне перевезення
Мультимодальне перевезення — транспортування вантажів за одним договором, але виконане принаймні двома видами транспорту; перевізник несе відповідальність за все перевезення, навіть якщо це транспортування виконується різними видами транспорту. Перевізник при цьому не повинен володіти всіма видами транспорту, і в практиці це неймовірно рідке явище. Таке перевезення часто виконується суб-перевізниками. Перевізник, що відповідає за все перевезення, називається мультимодальним транспортним оператором.